# Florin Cernat
Florin Lucian Cernat (* 10. März 1980 in Galați, Kreis Galați) ist ein ehemaliger rumänischer Fußballspieler.

## Karriere

### Verein
Cernats erster Profiklub war 1998 Oțelul Galați, von wo aus er 2000 zu Dinamo Bukarest wechselte. Bei Dinamo war er lediglich eine anderthalbes Jahr, in dem er einmal rumänischer Meister und rumänischer Pokalsieger wurde. 2001 verpflichtete ihn Dynamo Kiew, die nach den Abgängen von Andrij Schewtschenko, Serhij Rebrow und Kacha Kaladse gerade einen personellen Umbruch vollzogen hatten. Während er in seinen ersten Jahren bei Kiew noch Stammspieler war, kam er unter dem neuen Coach Anatoliy Demyanenko, der Kiew 2005 übernahm, nur noch wenig zum Einsatz. 2007 wurde Cernat daher an den kroatischen Erstligaklub Hajduk Split ausgeliehen. Bei Hajduk war er Stammspieler und erreichte das kroatische Pokalfinale, wo man sich Dinamo Zagreb geschlagen geben musste. 2008 kehrte er wieder zu Dynamo Kiew zurück, die mittlerweile einen neuen Trainer Juri Sjomin bekommen hatten. Doch auch unter Sjomin kam er nur sehr selten zum Einsatz, weswegen er Kiew nach der Saison 2008/09 verließ und zu Hajduk Split wechselte.
Nach einer weiteren Saison wechselte er zum türkischen Erstligaaufsteiger Kardemir Karabükspor. Bei diesem Verein etablierte er sich auf Anhieb als Führungsspieler und war zwei Spielzeiten lang unumstrittener Stammspieler. Zum Ende der Hinrunde der Spielzeit 2012/13 übernahm bei Karabükspor Mesut Bakkal das Traineramt und setzte zur Winterpause auf die Liste der Spieler, mit denen er nicht mehr plane. So löste Cernat nach gegenseitigem Einvernehmen mit der Vereinsführung seinen Vertrag vorzeitig auf und trennte sich von diesem Verein.
Nach dieser Trennung von Karabükspor wurde Cernat mit mehreren türkischen Erst- und Zweitligisten in Verbindung gebracht. Schließlich wechselte er in die TFF 1. Lig zum nordostanatolischen Verein Çaykur Rizespor. Mit seinem neuen Klub stieg er am Ende der Spielzeit 2012/13 in die Süper Lig auf. Im Sommer 2014 wurde nach dem Klassenerhalt sein Vertrag nicht verlängert. Daraufhin kehrte er zu Oțelul Galați zurück. Nach dem Abstieg 2015 verließ er den Klub wieder und schloss sich dem FC Viitorul Constanța an. Im Sommer 2016 wechselte er zum FC Voluntari. Mit seinem neuen Klub konnte er den Pokalsieg 2017 feiern. In der Saison 2017/18 errang er mit seiner Mannschaft in der Relegation den Klassenverbleib.

### Nationalmannschaft
Für Rumänien bestritt er bis zu seinem letzten Spiel im Jahr 2004 14 Länderspiele. Sein erstes Spiel bestritt er 2002 gegen die Ukraine Sieg (4:1).

## Titel und Erfolge

### Vereine
Dinamo Bukarest
- Rumänische Meister: 1999/2000
- Rumänischer Pokal: 2000/01

Dynamo Kiew
- Ukrainische Meister: 2000/01, 2002/03, 2003/04, 2006/07, 2008/09
- GUS-Pokalsieger: 2002
- Ukrainischer Pokalsieger: 2002/03, 2004/05, 2005/06, 2006/07
- Ukrainischer Superpokal-Sieger: 2004, 2006, 2007

HNK Hajduk Split
- Kroatischer Pokalsieger: 2009/10
- Kroatischer Vizemeister: 2009/10

Çaykur Rizespor
- Vizemeister der TFF 1. Lig: 2012/13

FC Voluntari
- Rumänischer Pokalsieger: 2016/17
- Rumänischer Supercup-Sieger: 2017